# The Morning Show
The Morning Show è una serie televisiva statunitense con protagonisti Jennifer Aniston, Reese Witherspoon, Steve Carell, Gugu Mbatha-Raw, Billy Crudup, Nestor Carbonell e Mark Duplass.
La prima stagione, prodotta per il servizio streaming Apple TV+, è stata distribuita dal 1º novembre 2019 su Apple TV+. Dopo vari slittamenti dovuti alla pandemia COVID-19, la seconda stagione è stata distribuita sullo stesso servizio streaming dal 17 settembre 2021. Nell'agosto 2022 entra in produzione la terza stagione, la quale è stata distribuita a partire dal 13 settembre 2023. La produzione della quarta stagione è cominciata nel 2024 e verrà distribuita a partire dal 17 settembre 2025.

## Premessa
The Morning Show è stata descritta come "la vita di persone che aiutano gli Stati Uniti, si svegliano al mattino e si scontrano contro sfide uniche".

## Trama
Alex Levy conduce The Morning Show, un popolare notiziario che ha eccellenti valutazioni e sembra aver cambiato il volto della televisione statunitense. In seguito al licenziamento per comportamenti sessuali scorretti di Mitch Kessler, il suo co-conduttore da quindici anni, Alex lotta per mantenere il suo lavoro da anchor-woman di punta. Svilupperà una forte rivalità con la nuova co-conduttrice del Morning Show, che è Bradley Jackson. La nuova arrivata, molto idealista e deontologicamente rigorosa, lavorava per una televisione locale, ed era stata da poco intervistata dalla stessa Alex a causa di una sua intemperanza sul lavoro, ripresa a sua insaputa e divenuta virale.

## Episodi
| Stagione         | Episodi | Pubblicazione |
| ---------------- | ------- | ------------- |
| Prima stagione   | 10      | 2019          |
| Seconda stagione | 10      | 2021          |
| Terza stagione   | 10      | 2023          |

## Personaggi e interpreti

### Principali
- Alexandra "Alex" Levy (stagioni 1-in corso), interpretata da Jennifer Aniston, doppiata da Eleonora De Angelis.
- Bradley Jackson (stagioni 1-in corso), interpretata da Reese Witherspoon, doppiata da Rossella Acerbo.
- Cory Ellison (stagioni 1-in corso), interpretato da Billy Crudup, doppiato da Alessio Cigliano.
- Charlie "Chip" Black (stagioni 1-in corso), interpretato da Mark Duplass, interpretato da Alessandro Rigotti.
- Hannah Shoenfeld (stagione 1), interpretata da Gugu Mbatha-Raw, doppiata da Domitilla D'Amico.
- Yanko Flores (stagioni 1-in corso), interpretato da Nestor Carbonell, doppiato da Francesco Prando.
- Mia Jordan (stagioni 1-in corso), interpretata da Karen Pittman, doppiata da Perla Liberatori.
- Claire Canway (stagioni 1-in corso), interpretata da Bel Powley, doppiata da Sara Ferranti.
- Daniel Henderson (stagioni 1-in corso), interpretato da Desean K. Terry, doppiato da Francesco Fabbri.
- Jason Craig (stagione 1), interpretato da Jack Davenport, doppiato da Alessandro Budroni.
- Mitch Kessler (stagioni 1-2), interpretato da Steve Carell, doppiato da Massimo De Ambrosis.
- Stella Bak (stagioni 2-in corso), interpretata da Greta Lee.
- Laura Peterson (stagioni 2-in corso), interpretata da Julianna Margulies, doppiata da Roberta Pellini.
- Ty Fitzgerald (stagioni 2-in corso), interpretato da Ruairi O'Connor.

### Ricorrenti
- Rena Robinson (stagioni 1-in corso), interpretata da Victoria Tate, doppiata da Ughetta d'Onorascenzo.
- Julia (stagioni 1-in corso), interpretata da Shari Belafonte, doppiata da Moira Angelastri.
- Donny Spagnoli (stagioni 1-in corso), interpretato da Joe Marinelli.
- Bart Daley (stagioni 1-in corso), interpretato da Joe Pacheco, doppiato da Emanuele Durante.
- Alison Namazi (stagioni 1-in corso), interpretata da Janina Gavankar, doppiata da Emanuela D'Amico.
- Fred Micklen (stagioni 1-in corso), interpretato da Tom Irwin, doppiato da Carlo Valli.
- Joel Rapkin (stagioni 1-in corso), interpretato da Eli Bildner, doppiato da Emiliano Ragno.
- Isabella (stagioni 1-in corso), interpretata da Hannah Leder, doppiata da Barbara Villa.
- Layla Bell (stagioni 1-in corso), interpretata da Amber Friendly.
- Lindsey Sherman (stagioni 1-in corso), interpretata da Michelle Meredith, doppiata da Irene Trotta.
- Maggie Brener (stagioni 1-in corso), interpretata da Marcia Gay Harden, doppiata da Roberta Greganti.
- Sean (stagioni 1-in corso), interpretato da Augustus Prew, doppiato da Raffaele Carpentieri.
- Valerie (stagioni 1-in corso), interpretata da Andrea Bendewald, doppiata da Luisa D'Aprile.
- Paola Lambruschini (stagioni 2-in corso), interpretata da Valeria Golino.

## Produzione

### Sviluppo
Nel novembre del 2017 è stato annunciato che Apple ha iniziato la produzione di 2 stagioni di 10 puntate ciascuna. La serie ha come produttrici esecutive Reese Witherspoon e Jennifer Aniston.
A gennaio del 2022 è stato ufficializzato il rinnovo della serie per la terza stagione, con gli stessi produttori delle stagioni precedenti.
Assodato il successo delle prime due stagioni, con i numerosi premi vinti, il 30 aprile 2023 la Apple ha annunciato il rinnovo della serie per la quarta stagione, mesi prima rispetto all'inizio della distribuzione della terza stagione.

### Riprese
Le principali riprese per la prima stagione sono iniziate il 31 ottobre 2018, nel James Oviatt Building, a Los Angeles, California, fino al 9 maggio 2019, quando le riprese sono proseguite a New York.
La seconda stagione di altre dieci puntate, è stata girata a partire dal 24 febbraio 2020 ma poi fermata dopo meno di un mese, il 12 marzo 2020, per le norme sanitarie introdotte dagli Stati Uniti in quel periodo in seguito al diffondersi del COVID-19. Le riprese della seconda stagione sono state continuate a Los Angeles tra febbraio e marzo 2021 e il 18 maggio 2021 si sono concluse.
La produzione per la terza stagione è cominciata il 16 agosto 2022.

## Distribuzione

### Edizione italiana
La direzione del doppiaggio è di Vittorio Guerrieri e i dialoghi italiani sono curati da Maria Teresa Bonavolontà, Barbara Bregant, Laura Cosenza e Novella Marcucci per conto della Dubbing Brothers Int. Italia che si è occupata anche della sonorizzazione.

## Accoglienza

### Critica
Sull'aggregatore di recensioni Rotten Tomatoes la serie riceve il 52% delle recensioni professionali positive, mentre su Metacritic ha un punteggio di 61 su 62 basato su 5 recensioni.

## Riconoscimenti
- Premio Emmy
  - 2020 – Miglior attore non protagonista in una serie drammatica a Billy Crudup
  - 2020 – Candidata per la miglior attrice protagonista in una serie drammatica a Jennifer Aniston
  - 2020 – Candidato per il miglior attore protagonista in una serie drammatica a Steve Carell
  - 2020 – Candidato per il miglior attore non protagonista in una serie drammatica a Mark Duplass
  - 2020 – Candidata per la miglior regista in una serie drammatica a Mimi Leder  (per l'episodio Il silenzio della verità)
- Golden Globe
  - 2020 – Candidata per la miglior serie drammatica
  - 2020 – Candidata per la miglior attrice in una serie drammatica a Jennifer Aniston
  - 2020 – Candidata per la miglior attrice in una serie drammatica a Reese Witherspoon
  - 2022 – Candidata per la miglior serie drammatica
  - 2022 – Candidata per la miglior attrice in una serie drammatica a Jennifer Aniston
  - 2022 – Candidato per il migliore attore non protagonista in una serie, miniserie o film televisivo a Billy Crudup
  - 2022 – Candidato per il migliore attore non protagonista in una serie, miniserie o film televisivo a Mark Duplass
- Screen Actors Guild Award
  - 2020 – Migliore attrice in una serie drammatica a Jennifer Aniston
  - 2020 – Candidato per il migliore attore in una serie drammatica a Steve Carell
  - 2020 – Candidato per il migliore attore in una serie drammatica a Billy Crudup
- Critics' Choice Awards
  - 2020 – Migliore attore non protagonista in una serie drammatica a Billy Crudup